# Wiedersbach (Auengrund)
Wiedersbach ist ein Ortsteil der Gemeinde Auengrund im Landkreis Hildburghausen in Thüringen.

## Lage
Wiedersbach liegt in einer Vorgebirgslandschaft von Südthüringen am gleichnamigen Bach. Um den Ort befinden sich Landschaftsschutzgebiete: der Hildburghäuser Wald, das Elsterbachtal, die Wiedersbachsmoore, der Dinkelshaak und die Talsperre Ratscher. Daher gibt es auch Wildreichtum in der Gegend, obwohl die Bundesstraße 4 und die Landesstraße 5063 in das Dorf führen.

## Geschichte
1304 wurde das Dorf erstmals urkundlich erwähnt. Das Bestimmungswort des Ortsnamens leitet sich vom althochdeutschen Personennamen Widar ab. Bis 1815 gehörte der Ort zum hennebergischen bzw. kursächsischen Amt Schleusingen. Von 1815 bis 1945 gehörte Wiedersbach zu Preußen, verwaltungsmäßig  zum Landkreis Schleusingen.
Von jeher war Landwirtschaft in der guten klimatischen Lage Haupterwerbsquelle im Ort. Jetzt arbeiten von den 270 Einwohnern einige auswärts. 1962 wurde im Ort ein Kulturhaus gebaut.

## Sehenswürdigkeiten
Die evangelisch-lutherische Kirche St. Johannes der Täufer und St. Blasius (Wiedersbach), ursprünglich eine Wehrkirche, wurde 1487 errichtet.

## Persönlichkeiten
- Eva Maria Cranz (1890–unbekannt), Schriftstellerin